# Ākhūrak
Ākhūrak (persiska: آخورک, اخرک, Ākhorak, آخرك) är en ort i Iran.   Den ligger i provinsen Kerman, i den sydöstra delen av landet, 900 km sydost om huvudstaden Teheran. Ākhūrak ligger 3 154 meter över havet och antalet invånare är 131.
Terrängen runt Ākhūrak är lite bergig. Runt Ākhūrak är det glesbefolkat, med 17 invånare per kvadratkilometer. Närmaste större samhälle är Darb-e Behesht, 11,3 km söder om Ākhūrak. Omgivningarna runt Ākhūrak är i huvudsak ett öppet busklandskap.